# Замятин, Евгений Иванович
Евге́ний Ива́нович Замя́тин (20 января [1 февраля] 1884, Лебедянь, Тамбовская губерния — 10 марта 1937, Париж, Франция) — русский и советский писатель, публицист и литературный критик, киносценарист, морской инженер, педагог. Социалист и марксист, старый большевик, присоединился к большевикам в 1905 году.

## Биография
Отец — православный священник, мать — пианистка.
С 1893 по 1896 годы Замятин учился в Лебедянской гимназии, потом — в Воронежской гимназии, которую окончил в 1902 году с золотой медалью. Продолжить учёбу он решил на кораблестроительном факультете Санкт-Петербургского политехнического института: 

В гимназии я получал пятёрки с плюсом за сочинения и не всегда легко ладил с математикой. Должно быть, именно потому (из упрямства) я выбрал самое что ни на есть математическое: кораблестроительный факультет Петербургского политехникума.— Автобиография
В это время Замятин увлёкся социалистическим учением, вступил во фракцию большевиков РСДРП (1905—1910), входил в боевую дружину Выборгского района и принимал активное участие в жизни революционной студенческой молодёжи. Тогда же он встретил свою будущую жену Людмилу Николаевну Усову (1883—1965). В 1905 году Замятина арестовали за революционную деятельность, но благодаря усилиям матери вскоре выпустили. Летом того же года при возвращении через Одессу из морского путешествия в Египет Замятин случайно оказался свидетелем восстания на броненосце «Потёмкин», был снова арестован и выслан в Лебедянь. В том же году он тайно вернулся в Петербург, где до 1911 года жил на нелегальном положении.
В 1908 году Замятин окончил институт и написал свой первый рассказ «Один» (1908, журнал «Образование»). Два года начинающий автор преподавал на кораблестроительном факультете, работал инженером и одновременно заканчивал рассказ «Девушка». В 1911 году Замятина за нелегальное проживание выслали в Лахту, где он написал свою первую повесть «Уездное», где с горечью изобразил полный инертности мир русской провинции. Это произведение привлекло внимание знатоков литературы и других писателей, в том числе Горького.

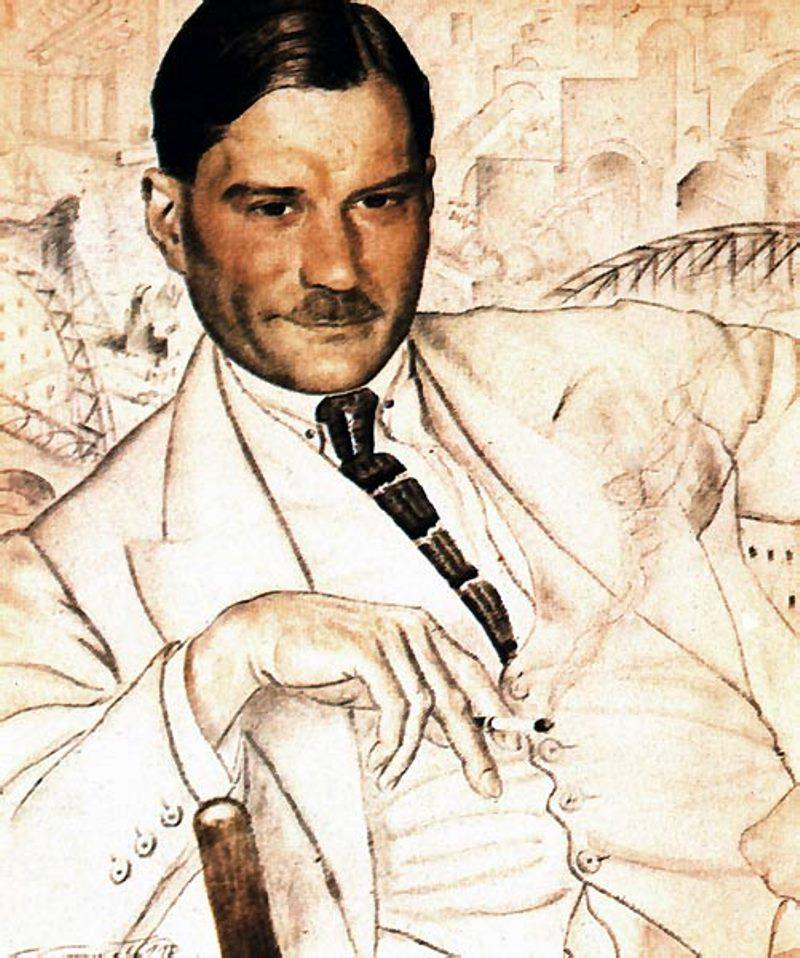
Портрет Евгения Замятина.
Художник Борис Кустодиев. 1923 год

Во время Первой мировой войны Замятин выступал с антивоенных интернационалистических позиций. В повести «На куличках» (1914) он «в самом отталкивающем виде» описал внутренний быт небольшого военного отряда на Дальнем Востоке, за что тираж повести был конфискован цензорами за «обличение офицерства», а сам Замятин был привлечён к суду и сослан в Кемь. Однако критики высоко оценили повесть начинающего писателя.
В марте 1916 года Замятин как опытный инженер был командирован в Англию для участия в строительстве российских ледоколов на верфях Ньюкасла, Глазго и Сандерленда; побывал в Лондоне. Он был представителем заказчика при строительстве ледоколов «Святой Александр Невский», получившего после Октябрьской революции имя «Ленин», для которого он делал как аванпроект, «Святогор», переименованного в 1927 году в «Красин», «Минин», «Пожарский», «Илья Муромец» и ещё пяти маленьких ледоколов. Вероятно, приехав оттуда, он получил прозвище «англичанин». Замятина поразила разница между Россией и Англией, переход «от лопухов и малинников Лебедяни — к грохочущим докам Нью-Кастла». Он хорошо изучил английский язык, стал подтянутым, элегантным и вежливым. Во время командировки он написал повести «Островитяне» (1917) и «Ловец человеков» (опубликована в 1921) — тонкую сатиру на английский быт, а также начинает повесть «Север» на основе впечатлений северной ссылки, законченную и опубликованную в 1922 году в «Петербургском альманахе» З. И. Гржебина (Берлин).
В сентябре 1917 года Замятин вернулся в Россию. После Октябрьской революции, с которой он связывал немалые надежды, была напечатана запрещённая ранее повесть «На куличках». События 1917 года добавили в произведения писателя мрачных красок. В это время Замятин создал целую серию рассказов, сказок, повестей: «Север» (1918), «Землемер» (1918), «Ловец человеков» (1918), «Дракон» (1918), «Сподручница грешных» (1918), «Иваны» (1918), «Огненное А» (1918). В петроградском Доме искусств им был организован класс художественной прозы, из которого выделилась группа молодых одарённых писателей «Серапионовы братья». Её членами были Михаил Зощенко, Константин Федин, Всеволод Иванов, Вениамин Каверин, Николай Тихонов и другие. В 1918—1924 годах был членом редколлегии «Всемирной литературы» и заведующим редакцией в издательстве. В 1924 году участвовал в издании независимого литературно-художественного журнала «Русский современник».
Был активен в литературной жизни страны, входил в Правление Всероссийского союза писателей, в Комитет Дома литераторов и Совет Дома искусств, был председателем ленинградского отделения Всероссийского союза писателей.
Первые годы после революции Замятин печатался под псевдонимом «Мих. Платонов». В своих статьях он анализировал отдельные моменты деятельности большевиков — цензуру, красный террор, отмену смертной казни в России и другое. Оставаясь убеждённым социалистом, Замятин критиковал политику большевистского правительства во время Гражданской войны. В частности, в марте 1919 года он вместе со многими известными деятелями искусства (А. А. Блок, А. М. Ремизов, Р. В. Иванов-Разумник, К. С. Петров-Водкин) был арестован во время спровоцированных левыми эсерами рабочих волнений на заводах Петрограда. Вопрос о его высылке дважды обсуждался на Политбюро, в итоге он был отпущен «без последствий».
В 1920 году Замятин закончил работу над знаковым романом «Мы», с которого начался расцвет жанра антиутопии. Он описывал общество жёсткого тоталитарного контроля над личностью, свои представления о развитии и будущем периода военного коммунизма. Этот замысел он вынес из «машинизированной» Англии.

Как убедился Замятин, сам по себе технический прогресс, в отрыве от нравственного, духовного развития, не только не способствует улучшению человеческой природы, но грозит вытеснить человеческое в человеке.— Михайлов О. Н. «Гроссмейстер литературы»

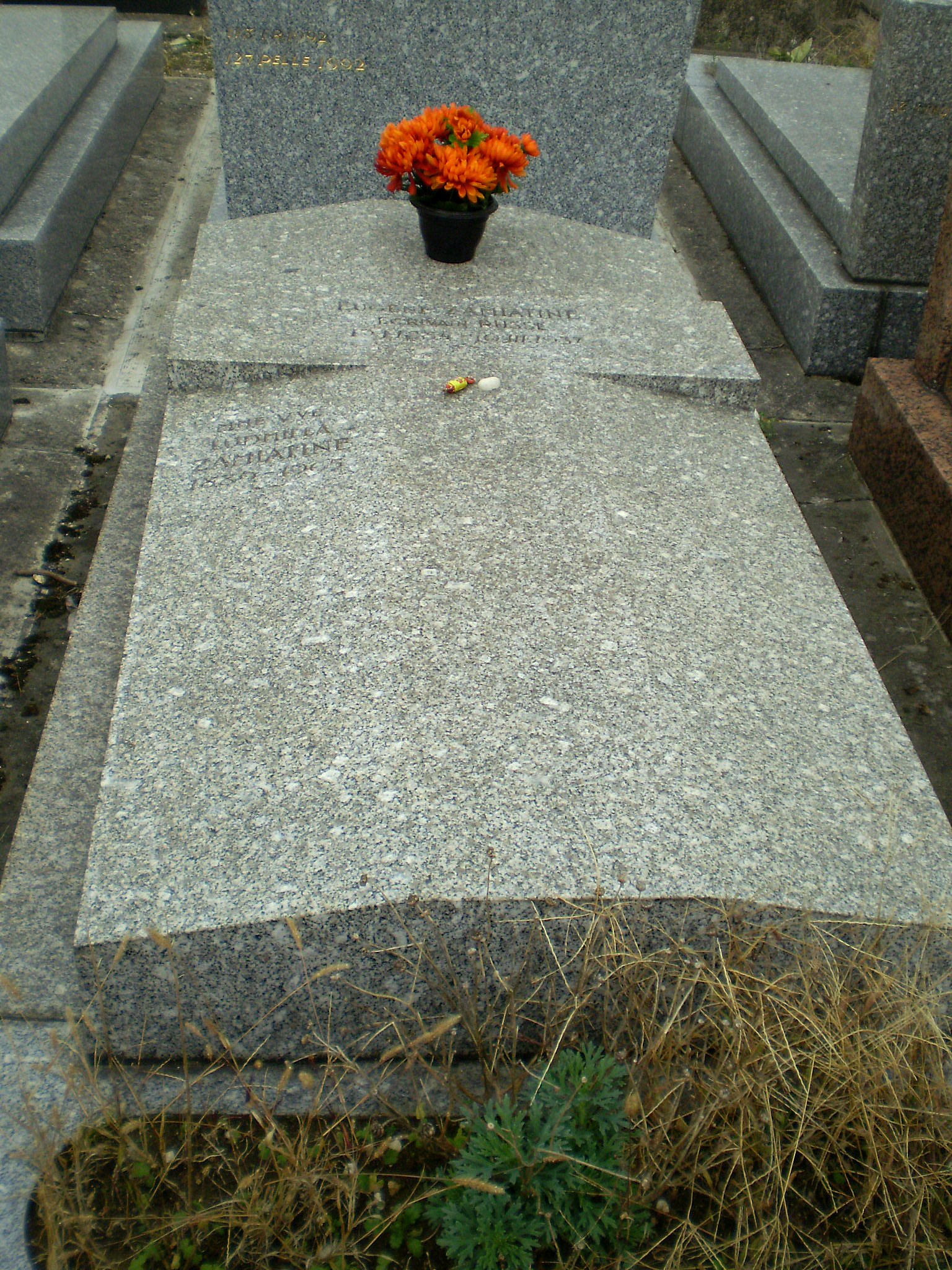
Могила Евгения Замятина и его жены Людмилы Замятиной

В 1921 году рукопись романа «Мы» была отправлена автором в Берлин для публикации издательством З. Гржебина, с которым Замятин был связан договорными отношениями. Издательство, в свою очередь, передало копию в США для перевода и издания на английском языке. Но советская цензура усмотрела в романе прикрытую издёвку над коммунистическим строем и запретила публикацию произведения.
В 1922 году имя Замятина по формальным причинам (публикация рассказа «Арапы» в «Петербургском сборнике») было включено в списки на высылку из Советской России, а 17 августа он был арестован с резолюцией «высылка отсрочена до особого распоряжения». Замятин провёл почти месяц в тюрьме ГПУ, однако благодаря стараниям друзей (в частности, Юрия и Елены Анненковых) приговор был отменён.
Роман «Мы» был издан в Нью-Йорке на английском языке в 1925 году, а затем — на чешском (1927) и французском (1929) языках. Эти переводы заметно повлияли как на европейскую литературную жизнь, так и на судьбу автора. В 1929 году советским издательством «Федерация» был приостановлен на четвёртом томе выпуск собрания сочинений писателя. На волне жёсткой критики и травли Замятин в 1929 году заявил о выходе из Союза писателей, а в июне 1931 года написал письмо И. В. Сталину с просьбой разрешить ему выезд за границу. Он получил положительный ответ (по ходатайству Горького) и в ноябре 1931 года уехал, сначала в Ригу, затем в Берлин, откуда в феврале 1932 года перебрался в Париж.
Замятин писал статьи для французских газет, основная тема — состояние современной русской прозы, а также искусства авангарда. Он продолжил работать над рассказами и киносценариями, в частности, в соавторстве с Жаком Компанезом написал сценарий для фильма Жана Ренуара «На дне» (экранизация одноимённой пьесы Горького, диалоги были написаны Шарлем Спааком).
В июне 1934 года по собственной просьбе и с одобрения Сталина был принят в новообразованный Союз советских писателей, а в 1935 году участвовал в антифашистском Конгрессе писателей в защиту культуры как член советской делегации. До конца жизни сохранил советское гражданство.
Писатель скончался в доме № 14 на улице Огюста Раффе в нищете 10 марта 1937 года от сердечного приступа. На его похоронах присутствовала лишь небольшая группа друзей: Марк Слоним, Роман Гуль, Гайто Газданов, а также художник Юрий Анненков и писатель Алексей Ремизов. Похоронен на парижском кладбище в Тье (дивизион 21, линия 5, могила 36).

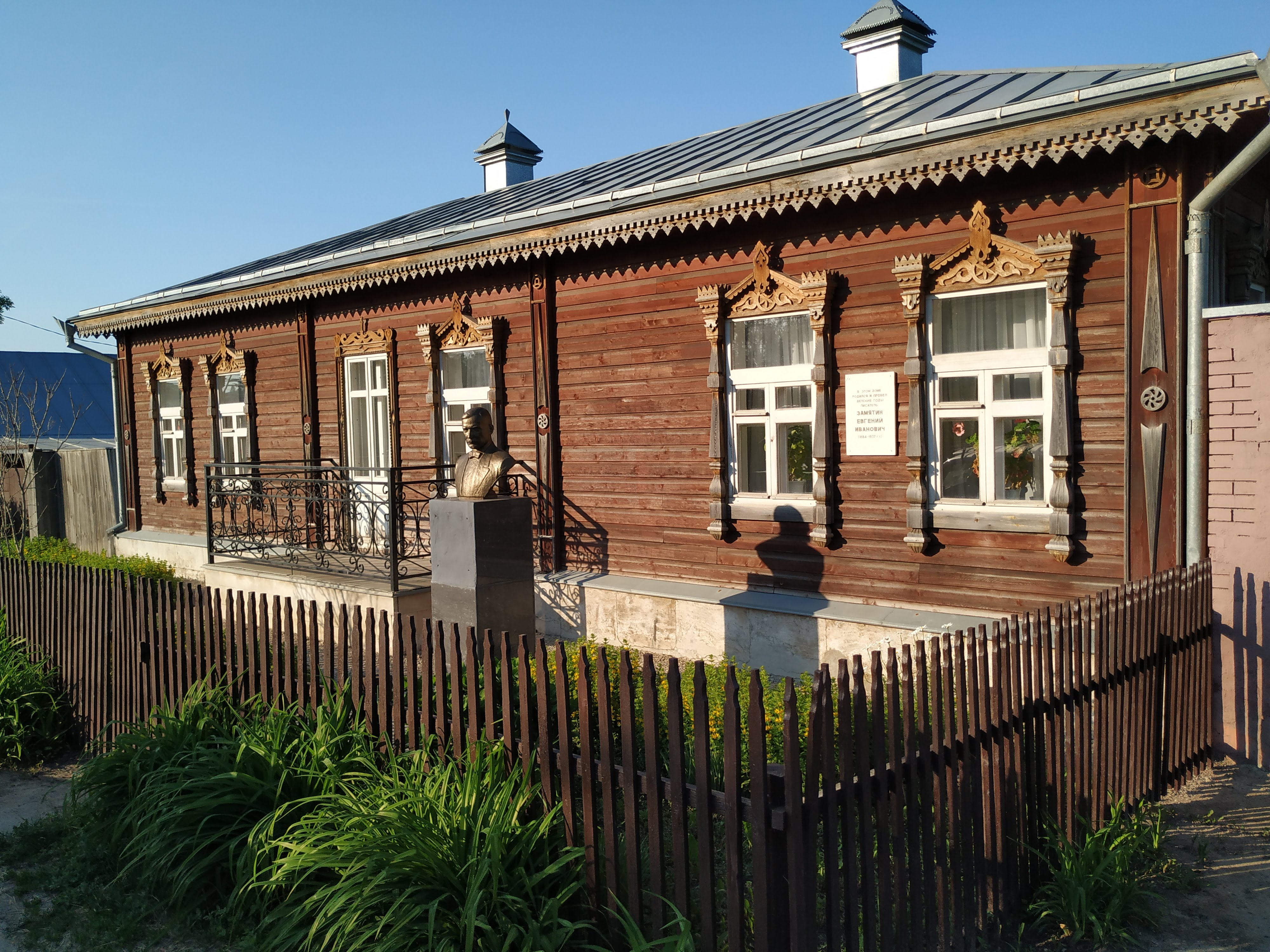
Дом-музей Е. И. Замятина на ул. Ситникова в Лебедяни

## Память
8 октября 2009 года на родине писателя, в городе Лебедяни состоялось открытие Дома-музея Евгения Замятина, приуроченное к 125-летию со дня его рождения.

## Адрес в Ленинграде
- Улица Ленина, 41 / Полозова улица, 28[33].

## Творчество

### Роман «Мы»
В начале романа один из многих нумеров (так называют людей), инженер Д-503, с восторгом описывает основанную на математике организацию жизни в городе-государстве под властью всемогущего «Благодетеля». Он и не задумывается о том, что можно жить по-другому: без «Зелёной Стены», квартир со стеклянными стенами, «Государственной Газеты», «Бюро Хранителей» и «Благодетеля». Но после встречи с I-330 он входит в группу революционеров, стремящихся к продолжению революции и уничтожению существующего в городе строя.
Последующие антиутопии английских писателей Олдоса Хаксли («О дивный новый мир», 1932) и Джорджа Оруэлла (роман «1984», опубликован в 1949) во многом аналогичны роману «Мы». Сам Джордж Оруэлл признавался, что Евгений Замятин и «Мы» повлияли на него и его творчество.
На русском языке полный текст романа «Мы» впервые был опубликован в 1952 году в американском издательстве имени Чехова (Нью-Йорк), в России — лишь в 1988 году в журнале «Знамя», а в 2011 году — впервые по рукописи.

### Другие произведения
Замятин — блестящий стилист, оказавший сильное влияние на многих русских писателей. Он писал в стиле «орнаментальной прозы» А. Ремизова, доведя её до сатирического, часто гротескного сюрреализма, который называл «неореализмом». В стремлении Замятина к ясным повествовательным структурам и математическим метафорам сказывается его инженерное образование.— Вольфганг Казак
Замятин как писатель проявил себя ещё до революции, опубликовав повесть «Уездное» в 1911 году. В 1916 году повесть вышла в одноимённом сборнике вместе с ранними рассказами; после успеха «Уездного» опубликованы ещё несколько повестей, в том числе «Непутевый» (1914), «Три дня» (1914), «Чрево» (1915) и «Алатырь» (1915). В рецензиях на дореволюционное творчество Замятина акцентировалось влияние на Замятина писателя-модерниста А. М. Ремизова начиная с отзыва Б. Эйхенбаума: «Замятин — ученик Ремизова, и его-то школу он и утверждает. Школа эта отвергает лирический стиль рассказа. Рассказчик не только беспристрастен <…> но и безстрастен. <…> Не знаешь, что себе сам Замятин думает, и каким языком он сам говорит. <…> Тут — не простой натурализм, а тем менее — реализм». После этого отзыва за Замятиным закрепилось звание реалиста, использующего модернистские и экспериментальные приёмы. Так, в 1914 году Р. Иванов-Разумник назвал его творчеством примером того, «как реализм может пользоваться многими техническими завоеваниями модернизма». В 1918 году Замятин опубликовал повесть «Островитяне», в которой проявились нововведения в его стиле, в частности, «раздробленность за счет сдвигов и противопоставлений в неокубистском стиле». Самого Замятина после возвращения его творчества причисляют непосредственно к модернистам, и причислять стали ещё при жизни («У него появляется какой-то научный подход к творчеству, роднящий его с представителями экспериментального романа, и в то же время он модернист, чарующий лирик, изощренный стилизатор»). Однако сам Замятин это отвергал, называя себя «неореалистом», делая акцент на реалистическом начале. В статье 1923 года Замятин писал:

Формальный признак живой литературы — тот же самый, что и внутренний: отречение от истины, то есть от того, что все знают и до этой минуты знали, — сход с канонических рельсов, с широкого большака. Большак русской литературы, до лоску наезженный гигантскими обозами Толстого, Горького, Чехова, — реализм, быт: следовательно, уйти от быта. Рельсы, до святости канонизированные Блоком, Сологубом, Белым, — отрекшийся от быта символизм: следовательно — уйти к быту. Абсурд, да. Пересечение параллельных линий — тоже абсурд. Но это абсурд только в канонической, плоской геометрии Эвклида: в геометрии неэвклидовой — это аксиома. Нужно только перестать быть плоским, подняться над плоскостью. Для сегодняшней литературы плоскость быта — то же, что земля для аэроплана: только путь для разбега — чтобы потом вверх — от быта к бытию, к философии, к фантастике. По большакам, по шоссе — пусть скрипят вчерашние телеги. У живых хватает сил отрубить свое вчерашнее: в последних рассказах Горького — вдруг фантастика, в «Двенадцать» Блока — вдруг уличная частушка, в «Жокее» Белого — вдруг арбатский быт.

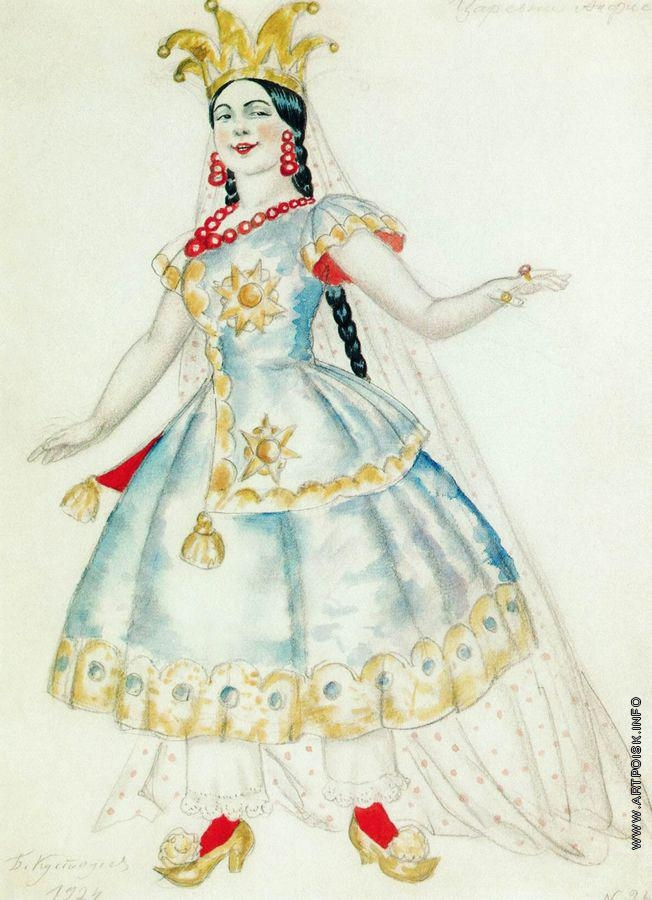
Царевна Анфиса. Эскиз костюма к спектаклю «Блоха», 1924 год. Художник Б. М. Кустодиев

В 1920-е годы в Советской России художественным особенностям творчества Замятина стало уделяться меньше внимания, больше — к политическим взглядам, проявляющимся в изданном за границей и запрещённом «Мы» и публикуемых рассказах «Дракон» (1918), «Церковь божия» и «Арапы» (1919, но опубликованы только в 1922-м), «Пещера» (1920, опубл. 1922), аллегорическая пьеса об испанской инквизиции «Огни святого Доминика» (1920). В этих произведениях в разной степени читалась критика большевизма и «обывательщина» во взглядах, чем были недовольны современники, однако, в отличие от «Мы», автору удалось их опубликовать. В 1928 году рассказ о Гражданской войне «Пещера» получил экранизацию «Дом в сугробах».
В 1926 году БДТ в Ленинграде была поставлена пьеса «Блоха» по мотивам произведения Н. Лескова «Левша»; в МХАТе-2 также поставлены пьесы Замятина.
Последующие произведения Замятина, в том числе несколько пьес, не были допущены советской властью к отечественной публике. Замятин был известным советским писателем до конца 1920-х годов: в 1929 году издательство «Федерация» выпустило собрание его сочинений.

### Романы
- «Мы» (1920)
- «Бич Божий» (незавершённый) (1935)

### Повести
- «Уездное» (1912)
- «На куличках» (1913)
- «Алатырь» (1914)
- «Островитяне» (1917)
- «Север» (1918)
- «Колумб» (1918, не окончена)
- «Ловец человеков» (1921)

### Сборники рассказов
- «Сказки» (1914—1917)
  - «Бог»
  - «Петр Петрович»
  - «Дьячок»
  - «Ангел Дормидон»
  - «Электричество»
  - «Картинки»
  - «Дрянь-мальчишка»
  - «Херувимы»

- «Большим детям сказки» (1917—1920)
  - «Иваны»
  - «Хряпало»
  - «Арапы»
  - «Халдей»
  - «Церковь божия»
  - «Бяка и Кака»
  - «Четверг»
  - «Огненное А»
  - «Первая сказка про Фиту»
  - «Вторая сказка про Фиту»
  - «Третья сказка про Фиту»
  - «Последняя сказка про Фиту»

### Рассказы
- «Один» (1908)
- «Девушка» (1911)
- «Три дня» (1913)
- «Чрево» (1913)
- «Студенческий сынок» (1914)
- «Правда истинная» (1914)
- «Кряжи» (1915)
- «Африка» (1916)
- «О святом грехе Зеницы-девы» (1916)
- «Картинки» (1916)
- «Мученица науки» (1916)
- «Письменно» (1916)
- «Глаза» (1917)
- «Дракон»(1918)
- «Мамай» (1920)
- «Пещера» (1920)
- «О блаженном старце Памве Нересте…» (1920)
- «Я боюсь» (1921)
- Арапы (1922)
- Русь (1923)
- Рассказ о самом главном (1923)
- Видение (1924)
- Буриме (1924)
- О чуде, происшедшем в Пепельную Среду… (1924)
- Краткая история литературы от основания и до сего дня (1924)
- Общество Почетных Звонарей (1925)
- Десятиминутная драма (1925)
- Икс (1926)
- Слово предоставляется товарищу Чурыгину (1927)
- Ёла (1928)
- Наводнение (1929, экранизирован дважды — «Зверь, выходящий из моря» и «Наводнение»)
- Мученики науки (1929)
- Эпитафии 1929 года (1929)
- Часы (1934, экранизирован)
- Лев (1935)
- Встреча (1935)

### Пьесы
- «Огни святого Доминика» (1921)
- «Блоха» (1924)

### Литературоведение
- «Техника художественной прозы. Лекции. Заметки о литературе» [1918—1923][К 1]

## Издания
- Евгений Замятин. «Лица» / Вступительная статья Михаила Корякова, статья-послесловие Владимира Бондаренко. — Нью-Йорк — Мюнхен: Международное Литературное Содружество, 1967. — 334 с. pdf
- Евгений Замятин. «Сочинения» / под редакцией Евгении Жиглевич. Вступительная статья Александра Кашина. — Мюнхен: Найманис, 1970. — Т. 1. — 500 с. pdf
- Евгений Замятин. «Сочинения: Повести и рассказы 1923—1935. Театр» / под редакцией Евгении Жиглевич и Бориса Филиппова. Вступительная заметка  Бориса Филиппова. — Мюнхен: Найманис, 1982. — Т. 2. — 526 с. pdf
- Евгений Замятин. «Сочинения: Повести и рассказы. МЫ. Биографические очерки» / под редакцией Евгении Жиглевич и Бориса Филиппова при участии Александра Тюрина; Вступительные заметки Бориса Филиппова и Евгении Жиглевич; Послесловие к роману «Мы» Владимира Бондаренко. — Мюнхен: Найманис, 1986. — Т. 3. — 392 с. pdf
- Евгений Замятин. «Проза. Киносценарии. Лекции. Рецензии. Литературная публицистика. Статьи на разные темы» / под редакцией Евгении Жиглевич и Бориса Филиппова при участии Александра Тюрина; Вступительные заметки Бориса Филиппова. — Мюнхен: Найманис, 1988. — Т. 4. — 608 с. pdf
- Замятин Е. И. Избранное / Сост. и подгот. текста О. Н. Михайлова. — М.: Правда, 1989. — 463 с.
- Евгений Замятин. Избранные произведения / Сост. А. Ю. Галушкин. — М.: Советский писатель, 1989. — 768 с. — 200 000 экз. — ISBN 5-265-00025-9.
- Замятин Е. И. Мы: Романы, повести, рассказы, сказки / сост. И. О. Шайтанов. — М.: Современник, 1989. — 560 с. — 50 000 экз. — ISBN 5-270-00672-3.
- Замятин Е. И. Собрание сочинений в пяти томах. — М.: Русская книга, Республика, Дмитрий Сечин, 2003—2011. — ISBN 5-268-00523-5, 5-268-00524-3, 5-268-00570-7, 978-5-904962-01-2, 978-5-904962-02-9.
- Евгений Замятин. «Мы». Текст и материалы к творческой истории романа. — СПб.: Изд. дом «Мiръ», 2011. (Текст впервые опубликован по рукописи, а не по изданию 1952 года)
- Замятин Е. И . Техника художественной прозы. Лекции / отв. ред. О. Лазуткина. — М.: АСТ, 2023. — 416 с. — («Библиотека филолога»). — 2 000 экз. — ISBN 978-5-17-153416-5.

## Комментарии
1. ↑  Лекции Е. И. Замятина по технике художественной прозы, читанные в Лебедяни и Петрограде, были переписаны (вместе с их конспектами) Л. Н. Замятиной после смерти мужа; впервые опубликованы в конце 1980-х годов[43].